# Hyphoraia paucimacula
Hyphoraia paucimacula là một loài bướm đêm thuộc phân họ Arctiinae, họ Erebidae.